# Rimska književnost
Rimska književnost obuhvaća razdoblje od prvih pisanih spomenika na latinskom jeziku do kraja starog vijeka (vidi antika) 529. godine. Ona se tijekom 12 stoljeća nije ravnomjerno razvijala i svoje najviše umjetničke domete dosegla je znatno kasnije od početaka rimske političke i kulturne povijesti. Pisana je na latinskom jeziku, ali se tradicionalno naziva rimskom, i to zato što prema imenu grada Rima i država i čitava civilizacija nose naziv rimska te zato što propašću rimskog društva ne prestaje književnost na latinskom jeziku, već ona živi od srednjeg vijeka pa gotovo sve do naših dana. Ali ona po književno-estetskim i društvenim odlikama pripada nacionalnim književnostima u čijem je okviru nastala, pa je za razliku od rimske zovemo latinskom književnošću.
Rimska književnost tradicionalno se dijeli na pet razdoblja:
1. Pretknjiževno doba (od prvih pisanih spomenika do 240. pr. Kr.)
2. Arhajsko doba (240. pr. Kr. ― 80. pr. Kr.)
3. Klasično doba (80. pr. Kr. ― 14. ), u okviru kojega razlikujemo:

  1. Ciceronovo doba (80. pr. Kr. ― 30. pr. Kr.)

  2. Augustovo doba (30. pr. Kr. ― 14. )
4. Doba novog stila (14. ― 117. )
5. Kasnoantičko doba (117. ― 529. ).

## Pretknjiževno doba (do 240. pr. Kr.)
Rimljani su za početak svoje književnosti uzimali 240. godinu pr. Kr. O stvaralaštvu prije toga zna se veoma malo, ali prema njegovim ostacima i zapisima kasnijih rimskih pisaca može se zaključiti da u tom razdoblju prevladavaju usmeni oblici narodnog stvaralaštva, kada se latinska pismenost tek rađa i kada se samo naziru počeci poetskog izraza. Tu spadaju razne »pjesme« koje su Rimljani nazivali zajedničkim imenom carmĭna i koje su bile pretežno religijsko-obrednog, gozbenog ili šaljivog karaktera. Među prve spadaju Arvalska pjesma (Carmen Arvāle, prema arvum »njiva«), koju je svećenički zbor nazvan fratres Arvāles pjevao u mjesecu svibnju tijekom ophoda po poljima; te Carmen Saliāre (salīre »skakati«), koju su plešući u oružju pjevali svećenici Salii u čast boga Marsa. Ove su pjesme izvođene u autentičnom italskom metru, koji po starom seoskom božanstvu Saturnu nosi ime saturnski stih. Među obredne pjesme spadala su i razna zaklinjanja (examenta) i tužbalice (neniae) koje su se izvodile na pokopima. I nadgrobni natpisi (elogia) bili su sastavljeni u saturnskom stihu. Slavne osobe slavljene su u gozbenim pjesmama (carmĭna convivalia) i pjesmama koje su vojnici pjevali u trijumfu (carmĭna triumphalia). Trijumfalne pjesme često su po sadržaju bile rugalice na račun pobjednika s namjerom da se »umanji« njegova slava koja bi kod bogova mogla izazvati zavist.
U ovom razdoblju nalazimo i začetke dramskog prikazivanja. To su uglavnom bile improvizacije izvođene na seoskim svečanostima, pune lakrdija i šala poput tzv. fesceninskih stihova (versus Fescennīni), nazvanih prema etrurskom gradu Fesceninu, ili atelanska igra (fabŭla Atellāna), također puna lakrdije i opscenosti, nazvana prema gradu Ateli. Dramske igre ― satūrae (odakle potiče kasniji naziv satira) ― bile su spoj dijaloga, plesa i pjevanja.
O proznom stvaralaštvu ima još manje podataka. Ono nema književnih obilježja, osim možda nadgrobnih pohvalnih govora (laudatiōnes funĕbres). U prozi su sastavljani razni državni spisi, službene knjige magistrata i senatske odluke. U ljetopisima (annāles) vrhovni svećenik je bilježio razne događaje iz društveno-političke povijesti Rima. Najstariji sačuvani spomenik rimske proze jesu fragmenti Zakona dvanaest tablica (Leges duodĕcim tabulārum), koji su sastavljeni 451./450. pr. Kr. i koji su bili osnova kasnijeg rimskog prava.
Jedina povijesna ličnost koja se u ovom periodu i na književnom planu izdvaja svojom individualnošću bio je državnik Apije Klaudije Ceko (Appius Claudius Caecus), graditelj Apijevog puta. Još u Ciceronovo doba postojao je tekst njegovog govora iz 280. pr. Kr. protiv sklapanja mira s epirskim kraljem Pirom. Bavio se i pjesništvom i sastavio zbirku izreka (Sententiae) u saturnskom stihu.

## Arhajsko doba (240. pr. Kr. ― 80. pr. Kr.)
Sredinom 3. stoljeća pr. Kr. Rimljani su krenuli u osvajačke ratove van Italije. Za vrijeme punskih ratova rimska kultura dolazi u dodir s kulturama drugih naroda na Sredozemlju koji na svim poljima umjetničkog stvaralaštva vrše snažan utjecaj na Rimljane. Kad je krajem trećeg punskog rata osvojena Grčka, helenizacija prodire u sve pore rimskog društva. Ona se naročito odražava u književnosti, koja dobiva nov polet u kontaktu s vrhunskim ostvarenjima grčke književnosti. Njena raznolikost i visok umjetnički nivo potječu rimske autore da na latinskom jeziku stvaraju iste književne oblike.
Za početak svoje književnosti Rimljani su uzimali 240. godinu pr. Kr., kada je Lucije Livije Andronik (Lucius Livius Andronīcus, 280. ― oko 204. pr. Kr.), Grk iz Tarenta, koji je u Rim doveden kao rob, a kasnije oslobođen, prikazao jednu grčku dramu u latinskoj obradi. Osim dramske Andronik je začetnik i epske književnosti u Rimu. Za potrebe svoje škole preveo je, zapravo prepjevao i preradio u saturnskom stihu, Homerovu Odiseju. Prvi stih prijevoda glasio je: Virum mihi, Camēna, insĕce versūtum.
Andronikov suvremenik Gnej Nevije (Gnaeus Naevius, oko 270. ― oko 201. pr. Kr.), rodom iz Kapue, prvi je originalni rimski pjesnik. On je tvorac prvog rimskog nacionalnog epa u saturnskom stihu pod naslovom Punski rat (Bellum Punĭcum). U njemu je opisao događaje iz prvog punskog rata, u kojem je i sam učestvovao. Čini se da je već kod njega bila obrađena priča o ljubavi Eneje i Didone koja je svojim raskidom dovela do neprijateljstva između Kartage i Rima. Nevije se bavio i dramskim stvaralaštvom. Osim komedija s grčkim sadržajem, tzv. palijata (pallium »grčka kabanica«), npr. Djevojka iz Tarenta (Tarentilla), pisao je i komedije iz rimskog života, tzv. togate (toga »rimska nacionalna odjeća«), npr. Gatar (Ariŏlus). Isto tako, osim tragedija grčkog sadržaja, npr. Trojanski konj (Equos Troiānus), on je prvi sastavljao tragedije iz rimske mitologije i povijesti, npr. Vuk (Lupus). Kako su glumci u njima bili obučeni u odjeću rimskih magistrata (toga praetexta »toga s grimiznim obrubom«) ove se tragedije nazivaju pratekste. 
Treći uz Andronika i Nevija koji je stvarao u više književnih rodova bio je Kvint Enije (Quintus Ennius, 239. pr. Kr.―169. pr. Kr.), rodom iz Rudija u Kalabriji. Pisao je tragedije, komedije, satire, epigrame i prozu, ali je najpoznatiji kao epičar. U epu Anali (Annāles, 18 knjiga) opisao je povijest Rima od Eneje do suvremenih događaja. On je odbacio stari saturnski stih i uveo grčki heksametar, koji će se otada učvrstiti u mnogim pjesničkim oblicima rimske književnosti. Zbog svog sadržaja, kojem je glavna tema uspon Rima, i zbog umjetničkog jezika obogaćenog mnogim stilskim figurama, Anali su do pojave Vergilijeve Eneide bili smatrani rimskim nacionalnim epom. Uz dvije palijate, u dvadesetak tragedija prvenstveno obrađuje teme iz trojanskog ciklusa ugledajući se na velikog grčkog tragičara Euripida. Enije je u rimsku književnost uveo satiru (satūra), koja još nema satirično obilježje, već je to zbirka pjesama različitog sadržaja u različitim metrima. Napisao je i didaktičko-filozofski ep Epiharm (Epicharmus) i prozno djelo u kojem racionalno i antropološki tumači podrijetlo bogova pod naslovom Euhemer ili sveta povijest (Euchemĕrus sive sacra historia).
U ovom je razdoblju rimska dramska književnost doživjela svoj najveći procvat. To se prvenstveno odnosi na komediju, i to palijatu. Najistaknutiji komediografi čija su nam djela sačuvana bili su Plaut i Terencije. Tit Makcije Plaut (Titus Maccius Plautus, 254./251. ― 184. pr. Kr.), najveći rimski komediograf, bio je rodom iz Sarsine u Umbriji. Od oko 130 komedija sačuvano je 20 cijelih i jedna fragmentarna. Među najpoznatijima su: Blizanci (Menaechmi), u kojoj iz sličnosti dvojice blizanaca proizlaze raznovrsne peripetije; u Hvalisavom vojniku (Miles gloriōsus) nadutog oficira nasamario je njegov rob; Ćup (Aulularia) obrađuje lik škrtog starca koji ljubomorno čuva ćup s novcem. Od ostalih se ističu: Amfitrion, Lažljivac, Zarobljenici, Avet i dr. Plaut je tematiku i likove preuzimao uglavnom iz nove atičke komedije, čiji je glavni predstavnik Menandar, ali ih je prilagođavao rimskoj publici i obogaćivao elementima italske lakrdije i narodne farse. Glavna Plautova snaga je u stvaranju tzv. komedije intrige, u kojoj se komični efekti postižu verbalnim nesporazumima i nepredvidivim situacijama. Živahan humor, izražen narodnim govorom umjetnički dotjeranim bogatim stilskim figurama, učinio je Plauta ljubimcem rimske publike čija su djela i kasnije imala ogroman utjecaj na razvoj europske komedije.
Drugi velikan rimske palijate, Publije Terencije Afer (Publius Terentius Afer, oko 195. ― 159. pr. Kr.), bio je rodom iz Kartage. U početku rob, kasnije oslobođen, pripadao je književnom krugu Scipiona Afričkog Mlađeg, u kojem se posebno njegovala naklonost prema grčkoj kulturi. Sačuvano je svih njegovih šest komedija. Posebno se ističu dvije: Evnuh (Eunŭchus) i Braća (Adelphoe). U prvoj zaljubljeni mladić uspijeva da dođe do djevojke prerušen u eunuha, a u drugoj je prikazana suprotnost dva brata, od kojih je jedan u liberalnom duhu, a drugi u konzervativnom. Terencije se mnogo čvršće od Plauta drži grčkih izvornika, ali nema onu Plautovu komičnu snagu, već su mu komedije ozbiljnije, obojene moralom, sentimentalnošću i helenističkom uglađenošću.
Prema antičkim svjedočanstvima, majstor rimske palijate bio je i Cecilije Stacije (Caecilius Statius, umro 168. pr. Kr.), od čijih 40 komedija poznajemo samo naslove.
Među piscima tragedija iz ovog doba posebno su bili cijenjeni Marko Pakuvije (Marcus Pacuvius, oko 220. ― oko 130. pr. Kr.), rodom iz Brundizija, i Lucije Akcije (Lucius Accius, 170. ― oko 85. pr. Kr.), rodom iz Umbrije. Iz sačuvanih naslova i oskudnih fragmenata vidimo da su uglavnom pisali tragedije s grčkom tematikom.
Scipionovom krugu pripadao je i Gaj Lucilije (Gaius Lucilius, oko 180. pr. Kr. ― oko 102. pr. Kr.), tvorac satire u današnjem smislu riječi. Satiru je pisao već Enije, ali je to bila zbirka pjesama različitog sadržaja i metra. Zadržavajući metričku raznolikost, gdje ipak pretežu heksametri, Lucilije u 30 knjiga satira, iz kojih je sačuvano oko 1.300 stihova, razobličava javnu i privatnu izopačenost rimskog društva. On se jednako ruga raskoši, ambicijama i praznovjerju koliko i nadobudnim govornicima i umišljenim pjesnicima. Bez obzira na sličnu tematiku kod pojedinih grčkih autora, satira je originalan izum Rimljana i svoje će nasljednike naći kasnije u Horaciju i Juvenalu.
Razvoj rimske proze također pripada ovom razdoblju, premda ona nije dostigla onu umjetničku razinu kao poezija i drama. Od proznih vrsta ističu se historiografija i govorništvo. Po uzoru na Anale koje su sastavljali svećenici, javljaju se u Rimu autori koji nastoje da opišu postanak i razvoj rimske države te svoja djela, pisana kronološki, također nazivaju Annāles, pa se otuda nazivaju analistima. Oni se pojavljuju u doba punskih ratova i pišu na grčkom jeziku, s ciljem da grčkom svijetu, koji je pretežno stajao na strani Kartage, predoče ciljeve rimske politike. Razlikujemo starije i mlađe analiste. Među prvima, od onih koji su pisali grčki, najpoznatiji je Kvint Fabije Piktor (Quintus Fabius Pictor, 3. pr. Kr.―2. stoljeće. pr. Kr.), koji opisuje rimsku povijest od Enejinog dolaska u Italiju do kraja drugog punskog rata. Istu tematiku obradio je Marko Porcije Katon Stariji (Marcus Porcius Cato Maior, 234. pr. Kr.―149. pr. Kr.), znameniti rimski državnik i cenzor. On je od starijih analista prvi pisao na latinskom jeziku. Njegovo povijesno djelo Postanci (Origĭnes, 7 knjiga), od kojeg su sačuvani samo fragmenti, obilovalo je i povijesnim i geografskom građom. Od Katona nam je sačuvano prvo cjelovito prozno djelo rimske književnosti pod naslovom O poljoprivredi (De agricultūra). Katonu pripada važno mjesto i kao govorniku. On je bio ogorčeni protivnik širenja grčkih utjecaja u Rimu i snažan zagovornik uništenja Kartage. Svoje govore u senatu, bez obzira na to o kojem je predmetu izlagao, završavao je riječima: Cetĕrum censeo Carthagĭnem esse delendam. 
Među mlađim analistima, koji su manje vjerodostojni od starijih, ali ih nadmašuju načinom pripovijedanja, poznatiji su Sulini suvremenici Valerije Ancijat (Valerius Antias) i Lucije Kornelije Sizena (Lucius Cornelius Sisenna).
Burna društvena zbivanja krajem 2. i početkom 1. stoljeća pr. Kr. u Rimu, kako na unutrašnjem planu (reforme braće Grakha, ustanci robova, građanski rat između Marija i Sule) tako i u politici (rat s Kimbrima i Teutoncima, rat s Jugurtom), doveli su do velikog procvata govorništva. Od prirodnog načina govorenja, čiji je glavni predstavnik bio Katon, u oblikovanju govora sve se više pažnje, pod utjecajem grčkih retorskih škola koje se otvaraju u Rimu, posvećuje umjetničkoj dotjeranosti govora i nastupu samoga govornika. Znameniti su govornici bili braća Tiberije Sempronije Grakho (Tiberius Sempronius Gracchus) i Gaj Sempronije Grakho (Gaius Sempronius Gracchus), te konzuli Marko Antonije (Marcus Antonius) i Lucije Licinije Kras (Lucius Licinius Crassus).

## Klasično doba (80. pr. Kr. ― 14.)
Ovo se razdoblje često naziva i »zlatnim vijekom«, zato što je rimska književnost u njemu dostigla svoj najveći procvat. Helenističko obrazovanje ne služi više za puko oponašanje grčkih uzora već kao poticaj da se umjetničkim latinskim jezikom obradi rimska tematika i tako stvore samosvojna djela koja ravnopravno stoje uz grčka, a ponekad ih čak i nadmašuju. U Ciceronovo doba od 80. do 30. pr. Kr. cvjeta pretežno proza, a u Augustovo doba od 30. pr. Kr. do 14. najviše vrhunce dostiže poezija.

### Ciceronovo doba
Od proznih književnih rodova vrhunac dostiže govorništvo, čemu su doprinijela društvena previranja nakon Suline diktature koja će dovesti do propasti republike. Najveći rimski govornik, po kojem ovo doba i nosi ime, bio je Marko Tulije Ciceron (Marcus Tullius Cicĕro, 106. pr. Kr.―43. pr. Kr.), rodom iz Arpina. Ravoj latinskog jezika i stila dostigao je u Ciceronu svoj vrhunac. Nijedan rimski autor nije na europsku kulturu sve do naših dana izvršio tako veliki utjecaj kao Ciceron. Kao književnik svestranih interesa ostavio je opus koji se dijeli u četiri grupe: 1. govori, 2. retorska djela, 3. filozofska djela i 4. pisma.
Ciceronovi govori dijele se na političke i sudske. Održao ih je preko stotinu, a sačuvano nam je 58 cijelih. Od političkih najpoznatija su četiri govora Protiv Katiline (In Catilīnam) iz 63. pr. Kr., kada je kao konzul otkrio i u krvi ugušio Katilininu urotu te Filipike (In Marcum Antonium oratiōnes Philippĭcae), održane 44. pr. Kr.―43. pr. Kr., u kojima snažno i iskreno napada Antonija, vidjevši u njemu glavnu prijetnju republikanskom uređenju. Nazvani su Filipike prema govorima velikog grčkog govornika Demostena protiv makedonskog kralja Filipa II. Osim ovih ističe se još govor Za Seksta Roscija Amerina (Pro Sexto Roscio Amerīno), prvi koji mu je donio slavu. Među sudskim govorima važniji su: Protiv Vera (In Verrem), Za pjesnika Arhiju (Pro Archia poēta) i Za Milona (Pro Milōne), koji se smatra najdotjeranijim Ciceronovim govorom.
Iz spoja govorničkog iskustva i teorijskog obrazovanja koje je stekao kod grčkih učitelja govorništva nastali su Ciceronovi retorski spisi O govorniku (De oratōre), Brut (Brutus) i Govornik (Orātor). U prvom se raspravlja o govorništvu, u drugom se daje povijest rimskog govorništva, a u trećem se govori o proznom ritmu.
Ciceron je prvi rimski filozofski pisac, ali nije originalni mislilac. On je eklektičar koji iz pojedinih grčkih filozofskih pravaca odabire i preuzima ono što po njegovom mišljenju odgovara rimskom načinu razmišljanja. Najbliži je skepticizmu i stoicizmu. Njegova je zasluga, međutim, to što je stvorio latinsku filozofsku terminologiju i sačuvao mnoge podatke o grčkim filozofima čija su nam djela izgubljena. Važniji su mu filozofski spisi: O državi (De re publĭca), O zakonima (De legĭbus), Rasprave u Tuskulu (Tusculānae disputatiōnes), O dužnostima (De officiis), Lelije ili o prijateljstvu (Laelius de amicitia) i dr.
Za poznavanje Ciceronovog života, njegovih interesiranja, državničkog djelovanja i umjetničkih težnji s jedne strane i tadašnjih društvenih prilika s druge strane neobično je važna zbirka od oko 800 pisama rođacima i prijateljima, posebno ona upućena Titu Pomponiju Atiku.
Ovom dobu pripada najplodniji i najsvestraniji rimski književnik, Marko Terencije Varon (Marcus Terentius Varro, 116.―27. pr. Kr.), autor 74 spisa u više od 600 knjiga, koga su zbog njegove učenosti i univerzalnog interesa zvali rimskim Aristotelom. Bavio se starinama, književnošću, prirodnim naukama, jezikom itd. Glavna su mu djela: Starine (Antiquitātes), enciklopedijski spis Devet knjiga vještina (Disciplinārum libri IX), te O latinskom jeziku (De lingua Latīna). Užem području književnosti pripadaju Menipske satire (Satūrae Menippeae), koje u satiričnom tonu obrađuju različite sadržaje. Pisane su mješavinom proze i stihova po ugledu na Menipa, pa im otuda i ime.
Autori ovoga razdoblja koji se bave historiografijom napuštaju analistički oblik pripovijedanja i svojim djelima pridaju umjetnički književni oblik. Analistički još piše Ciceronov prijatelj i najpoznatiji tadašnji izdavač knjiga u Rimu, Tit Pomponije Atik (Titus Pomponius Attĭcus, 109.―44. pr. Kr.), čije djelo nosi naziv Liber annālis. Nepouzdan povjesničar i osrednji stilista Kornelije Nepot (Cornelius Nepos, oko 99―24. pr. Kr.) prikazao je u 16 knjiga O znamenitim ljudima (De viris illustrĭbus) živote poznatih Grka i Rimljana. Jednostavan i čist izraz osigurao mu je tokom kasnijih stoljeća mjesto u školskoj lektiri.
Poseban oblik memoarske književnosti predstavljaju komentari Gaja Julija Cezara (Gaius Iulius Caesar, 100.―44. pr. Kr.). U Zapisima o galskom ratu (Commentarii de bello Gallĭco) u 7 knjiga opisao je svoje ratovanje u Galiji. Osim zbog povijesnih činjenica, djelo je važno zbog obilja geografskih i etnografskih podataka s područja današnje Njemačke, Francuske i Velike Britanije. U drugom, nedovršenom djelu u 3 knjige pod naslovom Zapisi o građanskom ratu (Commentarii de bello civīle) opisao je događaje od svog prijelaza preko Rubikona do Pompejeve smrti. Cezarovi komentari pisani su s namjerom da opravdaju njegovu političku djelatnost i otklone s njega odgovornost za izbijanje građanskog rata. Cezar piše jednostavnim i jasnim jezikom bez retorskih ukrasa i blizak je aticizmu. Ali živost i sažetost a ipak elegantnost stila uvrstili su ga u klasike rimske proze.
Izlaganjem povijesnih događaja u obliku monografija poslužio se posljednji veliki povjesničarovoga razdoblja Gaj Salustije Krisp (Gaius Sallustius Crispus, 86.―35. pr. Kr.). U Katilininoj zaveri (Catilīnae coniuratio) opisao je poznate događaje iz 63. godine pr. Kr., a u Jugurtinom ratu (Bellum Iugurthīnum) borbu Rimljana s numidskim kraljem Jugurtom. Samo u malim fragmentima sačuvana je njegova Povijest (Historiae), koja je obrađivala rimsku povijest od 78. do 67. god. pr. Kr. Glavni mu je cilj da prikaže korumpiranost optimatâ i njihovu nesposobnost za vođenje politike i tako opravda postupke vođa populara, prvenstveno Marija i zatim Cezara. Salustije je veliki majstor u karakteriziranju likova, za što se služi govorima koje umeće u svoje pripovijedanje. Salustije piše jednostavnim i konciznim stilom upotrebljavajući u jeziku dosta arhaizama. 
Dok je proza u Ciceronovo doba dosegla svoje vrhunce, pjesničko je stvaralaštvo relativno oskudno, ali zauzima posebno mjesto u rimskoj književnosti. Dva se autora svojim pjesničkim ostvarenjima uzdižu iznad ostalih ― Lukrecije i Katul. Tit Lukrecije Kar (Titus Lucretius Carus, oko 98.―oko 55. pr. Kr.) autor je filozofsko-didaktičkog epa u šest knjiga, sastavljenog u heksametrima pod naslovom O prirodi (De rerum natūrā). U njemu je pjesničkim jezikom opjevao Epikurovu materijalističku filozofiju. Opisujući prirodu i zakonitosti koje u njoj vladaju, Lukrecije želi da ljude oslobodi religije, praznovjerja i straha od smrti, prikazujući im smisao života u spoznaji prirode i u življenju koje je u skladu s njom.
Pod utjecajem aleksandrijske poezije, koja je grčkom epu Homerovog tipa suprotstavila manje pjesničke forme, obrazovala se u Rimu grupa pjesnika koji su se svojim estetskim stavovima suprotstavljali starim rimskim epičarima, prvenstveno Eniju, i koji su se nazivali novi pesnici (poētae novi), a prema grčkom obliku neóteroi (»noviji«) obično ih zovemo »neoterici«. Najveći među njima bio je Gaj Valerije Katul (Gaius Valerius Catullus, oko 83.―54. pr. Kr.), rodom iz Verone, od koga je sačuvana zbirka od 116 pjesama u različitim metrima. Osim dvije veće elegije, brojnih manjih, te oštrih, lično intoniranih epigrama, pa pjesama prijateljima, gozbenih pjesama i sl., najveći i najvredniji dio čine pjesme s ljubavnom tematikom. Kroz njih možemo pratiti uspon i pad Katulove ljubavi prema Klodiji, ženi iz visokog društva koju pjesnik zove Lezbijom, prema ostrvu Lezbosu ― domovini najveće grčke pjesnikinje Sapfe. Subjektivna Katulova lirika predstavlja novinu u rimskoj književnosti i snažno će uticati na kasniji razvoj pjesništva. Važnost Katula je i u tome što je u rimsku poeziju unio neke grčke metričke oblike i što je, ugledajući se na aleksandrijske pjesnike, veliku pažnju posvećivao brižljivo dotjeranom izrazu, čime je obogatio pjesnički jezik.

### Augustovo doba
Dok je u Ciceronovo doba cvjetala proza, u Augustovo doba svoje umjetničke vrhunce dostiže poezija. Nakon stogodišnjeg razdoblja građanskih ratova nastupio je dugotrajan mir koji je omogućio procvat umjetničkog stvaralaštva na svim poljima. U sređenim političkim prilikama, oslanjajući se na tradiciju rimske književnosti s jedne strane i ugledajući se sve više na starije velike grčke autore, a manje na helenističke, pesnici ovoga doba svojim talentom stvaraju djela najviše umjetničke vrijednosti i stoga ovo doba nazivamo klasicizmom u rimskoj poeziji. Njoj je snažan poticaj dao i sam August, koji je u duhu ideja svoje obnove rimskog društva težio za slavljenjem rimske veličine i svojih ličnih zasluga. Ali ta je poezija daleko nadmašila svoju propagandnu funkciju koja joj je prvobitno bila namijenjena i uzdigla se do univerzalnih estetskih vrijednosti.
Književnici se okupljaju u krugove na čijem čelu stoje ugledne ličnosti iz javnog života, koje njihov rad podupiru riječju i naročito materijalno. Najpoznatiji je bio krug oko bliskog Augustovog saradnika Mecenata (Gaius Cilnius Maecēnas), čije je ime postalo opća imenica mecena i počelo da označava svakog pokrovitelja kulturnog i naučnog rada. Na čelu drugog kruga bio je filolog i antikvar Mesala (Marcus Valerius Mesalla Corvīnus), a treći je vodio Azinije Polion (Gaius Asinius Pollio), koji je osnovao prvu javnu biblioteku u Rimu i uveo javna čitanja književnih djela (recitationes).
Mecenatovom krugu pripadao je prvi veliki pjesnik ovoga doba i jedan od najvećih pjesnika rimske i svjetske književnosti Publije Vergilije Maron (Publius Vergilius Maro, 70.―19. pr. Kr.), rodom iz okoline Mantue. Mladenačka zbirka pjesama, od kojih neke nisu njegove, poznata pod naslovom Vergilijev dodatak (Appendix Vergiliāna), pokazuje još razvidan utjecaj neoterika. Prvo djelo koje ga je proslavilo bile su Pastirske pjesme (Bucolĭca ili Eclŏgae), zbirka od deset idila sastavljenih po ugledu na grčkog pjesnika Teokrita. Bukolska poezija prikazuje ljubavne doživljaje pastira i slavi seoski život. Ali za razliku od Teokrita, kod kojega su lica pravi pastiri, u Vergilijevim se pastirima većinom skrivaju ličnosti iz tadašnjeg rimskog života, kroz čija se osjećanja prelamaju burna zbivanja iz građanskih ratova četrdesetih godina 1. stoljeća pr. Kr. Te su pjesme, dakle, alegorije, a pejzaž legendarne Arkadije samo je pjesnikovo utočište od burnih političkih zbivanja. 
Pastirskim pjesmama Vergilije je ušao u krug Mecenata, koji ga je potakao da napiše didaktičan ep Pjesme o zemljoradnji (Georgĭca) u četiri knjige, od kojih svaka obrađuje jedan vid poljoprivrede: ratarstvo, voćarstvo, stočarstvo i pčelarstvo. Djelo je napisano u duhu Augustove obnove i slavi italsko tlo prikazujući idealizirani seoski život, u kojem se ogleda stvaralačka snaga rimskog naroda u miru koji je uspostavio August.
Posljednje, najveće i najpoznatije Vergilijevo djelo jeste ep Eneida (Aenēis) u dvanaest knjiga. U njemu je opjevana priča o trojanskom junaku Eneji, koji po zadatku bogova dolazi u Italiju u Lazio i nakon pobjede nad rutulskim kraljem Turnom u zajednici sa starosjedeocima osniva novu postojbinu i tako postaje praotac Rimljana. Koristeći se ovom temom Vergilije, spajajući mit sa suvremenošću, uzvisuje rod Julijevaca, koji navodno potiče od Enejinog sina Jula, te pjeva o slavi rimskoga naroda. Veliki Homerov utjecaj vidi se u obradi pojedinih epizoda i likova, u izboru pojedinih riječi i naročito u kompoziciji epa (1―6. knjiga prema Odiseji, 7―12. knjiga prema Ilijadi). Vergilije je rano postao školski pisac, a njegov utjecaj na razvoj europskog pjesništva bio je ogroman.
Drugi veliki pjesnik Augustovoga doba bio je Kvint Horacije Flak (Quintus Horatius Flaccus, 68.―8. pr. Kr.), rodom iz Venusije u južnoj Italiji. I on je pripadao Mecenatovom krugu u koji ga je uveo Vergilije. Horacije se u književnosti pojavio Epodama i Satirama. Naziv Epode (Epōdon libri) dobila je zbirka od 17 pjesama po tome što je većina napisana u jampskim epodama, dvostisima sastavljenim od jampskog trimetra i jampskog dimetra, od kojih se ovaj drugi prema grčkom zvao epoidos (»pripev«). Sam pjesnik zvao ih je Jambi (Iamboi) i u njima je, ugledajući se na grčkog pjesnika Arhiloha, tonom lične poruge protiv izopačenih pojedinaca rimskog društva, protestirao naročito protiv bezumlja građanskog rata. 
U dvije knjige Satira, čiji je originalni naziv Razgovori (Sermōnes), Horacije nasljeđuje prvog rimskog satiričara u modernom smislu riječi ― Lucilija. Ali za razliku od Lucilijevog ličnog i oštrog političkog tona, Horacijeva je satira okrenuta općeljudskim manama i šaljivo-ironičnom ismijavanju karaktera i slabosti u ljudskom ponašanju. Neke satire obrađuju moralno-filozofske i književne teme. 
Centralno mjesto Horacijevog stvaralaštva predstavljaju četiri knjige Oda, koje je on sam nazvao Pjesme (Carmĭna). Njihov je značaj s formalne strane taj što je Horacije presadio u rimsku poeziju raznolike metričke oblike klasičnih grčkih liričara Alkeja, Sapfe i Anakreonta. Tematika im je različita: ljubav, prijateljstvo, uživanje uz dobro vino, ljudska sreća, ljepote prirode, rodoljublje itd. Neke od njih, posebno Carmen saeculāre i tzv. šest rimskih oda (prvih šest pjesama u 3. knjizi), slave rimsku veličinu i podupiru Augustove reforme.
Posljednja Horacijeva pjesnička djela jesu dvije knjige Pisama (Epistŭlae), pisanih u heksametru. To su pjesnička pisma upućena različitim osobama u kojima pjesnik iznosi svoje stavove uglavnom o moralnim i književnim temama. Posebno mjesto zauzima treća epistula u 2. knjizi, poznata pod kasnijim nazivom Pjesnička vještina (Ars poetĭca), u kojoj pjesnik iznosi svoje teorijske stavove o pjesničkom stvaranju.
Posebno mjesto u rimskoj poeziji pripada elegiji. Elegija je pjesma u elegijskom distihu koja je nastala u Grčkoj i obrađivala raznovrsne sadržaje. Aleksandrijski pesnici unose u nju neke intimne teme, ali joj tek rimski pesnici daju današnji smisao, jer u njeno središte stavljaju ljubav. U Augustovo doba elegija doživljava snažan procvat. Njenim začetnikom smatra se Vergilijev prijatelj Gaj Kornelije Gal (Gaius Cornelius Gallus), čija je zbirka elegija u četiri knjige izgubljena. Najznačajniji su elegičari Tibul, Propercije i Ovidije. Albije Tibul (Albius Tibullus, oko 50.―19. pr. Kr.) pripadao je Mesalinom književnom krugu. Od elegija sakupljenih u tri knjige Tibulovog zbornika (Corpus Tibulliānum) nisu sve njegove, već su im autori i pjesnik Ligdam i jedina rimska pjesnikinja Sulpicija. Tibulovi stihovi izrečeni jednostavnim jezikom punim harmonije odišu melankolijom, žudnjom za jednostavnim životom i nostalgijom za prošlošću. Drugačiji je Sekst Propercije (Sextus Propertius, 49.―15. pr. Kr.). Od četiri knjige Elegija (Elegiae) prve tri posvećene su pjesnikovoj ljubavi Cintiji. Pozadinu ljubavi čine mitski prizori opisani naglašenom učenošću aleksandrijskih pjesnika. Značajno mjesto zauzima nekoliko tzv. »rimskih elegija« u 4. knjizi sa suvremenom i mitološkom tematikom.
Treći od elegičara, Publije Ovidije Nazon (Publius Ovidius Naso, 43. pr. Kr. ― 18. n. e.), rođen je u Sulmonu u srednjoj Italiji. Mladenačke ljubavne elegije u tri knjige, pod naslovom Ljubavi (Amōres), bile su posvećene Korini, vjerojatno fiktivnoj osobi. Istom razdoblju pripada i zbirka ljubavnih pisama (Epistŭlae ili Heroĭdes), koja tobože mitske junakinje pišu svojim muževima ili draganima. Osim izgubljene tragedije Medeja i djela O kozmetici« (De medicamĭne faciēi), tu su još i tri knjige Ljubavne vještine (Ars amatoria) u kojima se u ironično-didaktičnom tonu, ali s Ovidiju prirođenom lakoćom izraza, daju uputstva muškarcima i ženama kako moraju postupati da bi imali uspjeha u ljubavi.
U zreloj dobi Ovidije je stvorio svoje najveće i najpoznatije djelo »Preobraženja« ili Metamorfoze (Metamorphōses). To je didaktički ep u 15 knjiga, u kojem dolazi do izražaja sva pjesnikova vještina kao pripovjedača, prozračni stil i lakoća građenja stihova. U njemu je sakupljeno oko 250 mitskih priča koje završavaju nekim preobraženjem, tj. čudesnim transformacijama koje objašnjavaju postanak vode, stijenja, biljaka, životinja, zvijezda ili nekih njihovih osobina. Priče su poredane kronološkim redom u tematske cikluse, vješto povezane i pune dramatične napetosti i patetike. 
»Kalendar (Fasti) obrađivao je rimsku mitologiju i predaju, i u njemu su opisani obredi i nacionalne vjerske svetkovine. Djelo je bilo zamišljeno u 12 knjiga, za svaki mjesec po jedna, ali je Ovidije završio samo šest, jer ga je August 8. godine n. e. iz nama nedovoljno poznatih razloga prognao u Tome (danas Konstanca) na Crnom moru. Ne vrativši se više nikad u Rim, Ovidije je u progonstvu napisao dvije zbirke elegija: Tužaljke (Tristia, u 9 knjiga) i Pisma s Crnoga mora (Epistŭlae ex Ponto, u 4 knjige). U njima opisuje tegobe života u progonstvu, oplakuje svoju sudbinu i moli prijatelje da se zauzmu za njegov povratak.
Ovidije u rimskom pjesništvu prednjači u nekoliko stvari. On je najplodniji rimski pjesnik, za života najčitaniji, i umjetnik koji je stvorio metrički najsavršenije stihove. Uz Vergilija i Horacija imao je najveći utjecaj na razvoj europske poezije, naročito ljubavne.
Prozno stvaralaštvo nije ni izdaleka dostiglo onaj stepen koji je imalo u Ciceronovo doba. Političke prilike u ranom Rimskom Carstvu uvjetovale su povlačenje govorništva s foruma u retorske škole, u kojima se njeguju tzv. deklamacije (declamatiōnes) ― jezično i stilski dotjerane vježbe o izmišljenim predmetima i pravnim slučajevima. Od stručne književnosti zanimljivo je djelo Vitruvija Polija (Marcus Vitruvius Pollio) O građevinarstvu (De architectūra, u 10 knjiga), jedino takve vrste iz antike koje nam se sačuvalo.
Najveći prozni pisac Augustovog doba bio je povjesničar Tit Livije (Titus Livius, 59. pr. Kr. ― 17. n. e.), rodom iz Patavija. On je napisao opsežno djelo Od osnivanja grada (Ab urbe condĭta) u 142 knjige, od kojih se sačuvalo 35. U njemu je prikazana povijest Rima od njegovog osnivanja do 9. godine pr. Kr. U želji da prikaže uspon i slavu Rima, Livije nekritički prilazi povijesnim činjenicama i idealizira rimsku prošlost, pa je nazvan i hvaliteljem prošlosti (laudātor tempŏris acti) Zanimljivost, jednostavnost i iskrenost njegovog pripovijedanja donijeli su Liviju popularnost tokom mnogih stoljeća.

## Doba novog stila (14.―117. n. e.)
U ovom razdoblju prozna produkcija gotovo je jednako brojna kao i pjesnička. Za prozno stvaralaštvo karakteristična je reakcija na Ciceronov klasičan prozni stil, napuštanje obrazaca grčke književnosti, povratak rimskim piscima iz arhajskog doba, ali i stvaranje inovacija u stilu, jeziku i književnim rodovima. U rimskoj književnosti nastaju basna, roman i epigram. Poetski jezik prodire i u prozu, a dolazi i do preklapanja književnih rodova. Mnogi pisci nisu više Rimljani ili Italici, već potiču iz provincija. 
Glavni je predstavnik »novog stila« Seneka (Lucius Annaeus Senĕca, oko 4. pr. Kr. ― 65. n. e.), od koga nam je sačuvano devet tragedija s mitološkim temama, pretežno prema Euripidovim motivima, koje nisu bile namijenjene za scensko izvođenje već za javno recitiranje. Također je napisao Dijaloge (Dialŏgi, u 12 knjiga), rasprave iz praktične filozofije koje zapravo većinom nisu u dijaloškom obliku. Važno mu je djelo Naturāles questiōnes, u 7 knjiga, koje obrađuje teme iz fizike, meteorologije i koje je kroz čitav srednji vijek služilo kao glavni prirodoslovni udžbenik. Najboljim djelom smatraju se njegova pisma (Epistŭlae morāles ad Lucilium), u kojima se daju mnogobrojni praktični i etički savjeti o tome kako treba voditi pravedan i sretan život. Bez pandana u antičkoj književnosti jeste njegova satira Igra o Klaudijevoj smrti (Ludus de morte Claudii), u nekim rukopisima nazvana i Pretvaranje u tikvu (Apocolocyntōsis), u kojoj se oštrim tonom s puno jakog humora ismijava tek preminuli car Klaudije.
U promijenjenim političkim prilikama satira se okreće književnim problemima i općim porocima društva. Persije (Aulus Persius Flaccus, 34―62. n. e.) napisao je šest Satira (Satūrae), u kojima teškim stilom moralizatorski više raspravlja o etičkim pitanjima stoičke filozofije nego o stvarnim porocima svoga vremena. Najveći je rimski satiričar bio Juvenal (Decĭmus Iunius Iuvenālis, 60―140. n. e.), čijih dvanaest Satira (Satūrae) obrađuju teme iz suvremenog života i nedavne prošlosti. Njegova kritika je pretjerano oštra i odviše pesimistička: rimsko društvo nije ni izdaleka bilo onako pokvareno kakvim ga Juvenal predstavlja.
Posebno mjesto zauzima Petronije (Petronius Arbĭter, umro 66. n. e.), čiji satirični roman Satire (Satirĭcon), napisan mješavinom proze i stiha, opisuje doživljaje skitnice Enkolpija u južnoj Italiji. Finim humorom i ironijom prikazao je poroke rimskog društva. Od 16 knjiga sačuvani su odlomci iz posljednje dvije i jedna veća cjelina poznata pod naslovom Trimalhionova gozba (Cena Trimalchiōnis), u kojoj je opisan lik bogatog skorojevića Trimalhiona, taštoga oslobođenika koji uživa u isticanju svojeg bogatstva. Djelo je važno i zbog toga što se Petronije, osim književnim, obilato služi i narodnim jezikom.
Epsko stvaralaštvo zastupljeno je s nekoliko autora. Najveći rimski epičar nakon Vergilija bio je Lukan (Marcus Annaeus Lucānus, 39.―65. n. e.), autor povijesnog epa Farsalija (Pharsalia ili Bellum civīle), u kojem je opisao građanski rat između Cezara i Pompeja. Lukan obrađuje povijesnu tematiku retorsko-deklamatorskim stilom koji sputava pravu poeziju. Mitskoj tematici vratio se Valerije Flak (Gaius Valerius Flaccus, umro oko 90. n. e.), čiji se ep Doživljaji Argonauta (Argonautĭca), inspiriran istoimenim djelom grčkog pjesnika Apolonija Rođanina, odlikuje učenim stilom i psihološkom karakterizacijom likova. Glavno djelo Papinija Stacija (Publius Papinius Statius, oko 40.―oko 90. n. e.) bio je ep »Tebaida« (Thebais, u 12 knjiga), koji obrađuje ratni sukob između Eteokla i Polinika, sinova tebanskog kralja Edipa. Nedovršen mu je ostao ep o Ahileju (Achilleis). U zbirci pjesama Šume (Silvae), većinom u heksametrima, uglavnom prigodnog karaktera, pjesnikov talent došao je najviše do izražaja. Posljednji epičar ovoga razdoblja bio je Silije Italik (Tiberius Catius Silius Italĭcus, oko 25.―101. n. e.), autor epa Punski rat (Punĭca, u 17 knjiga), u kojem je centralna tema rat s Hanibalom. Silije veliča slavnu prošlost, deklamatorskim stilom punih epizoda, ali strogim i monotonim jezikom.
Najveći rimski i antički epigramatičar Marcijal (Marcus Valerius Martiālis, 40.―102) u oko 1.200 epigrama, raspoređenih u pet knjiga, daje umjetnički značajno i povijesni vjerno sliku svoga vremena, prilika, običaja i ljudi ― od senatorskih vrhova do zanatlija i robova. 
U ovom razdoblju stvarao je Kornelije Tacit (Publius Cornelius Tacĭtus, 44.―120. n. e.), koji se smatra najvećim rimskim povjesničarem. Najvažnija su mu djela Povijesti (Historiae, u 14 knjiga od kojih je sačuvano četiri) i Anali (Annāles, u 16 knjiga od kojih je sačuvana prva i posljednja trećina). U oba djela dolazi do izražaja Tacitov originalni, gotovo dramatski stil, pun lapidarnosti izraza i kontrasta, čiji retorsko-tragični ton baca mračnu sjenku na psihološke portrete glavnih ličnosti i na opise važnih događaja. Jedinstvenim opisivanjem snažnih individualnosti i rečenicama punim napola izrečenih misli stvorio je Tacit jedan od najoriginalnijih stilova u rimskoj prozi.
Plinije Mlađi (Gaius Plinius Secundus, 62.―113.) ostavio je deset knjiga pisama dvojakog karaktera: korespondenciju s carem Trajanom, koja nije bila namijenjena za javnost, te veći broj pisama određenih za objavljivanje, svojevrsnih književnih eseja. U prvoj grupi najvažnija su ona pisma koja se odnose na kršćane, a u drugoj grupi ona koja opisuju suvremene društvene i kulturne prilike u Rimu.

## Kasnoantičko doba (117.―529. n. e.)
Za ovo je razdoblje karakteristično još veće udaljavanje od klasičnih uzora. Iako se ovaj period često naziva »razdobljem propadanja«, on obiluje književnom produkcijom, među kojom također ima nekoliko važnih djela. Povjesničar Svetonije (Gaius Suetonius Tranquillus, oko 70―oko 150) u 12 knjiga Života careva (De vita Caesărum) napisao je biografije dvanaest careva od Cezara do Domicijana. Bez velike književne vrijednosti i povijesne kritičnosti djelo je popularnog karaktera, puno anegdota i tračeva iz dvorskoga života. Određenu vrijednost kao povijesnom izvoru daju citati originalnih službenih dokumenata. Od ostalih brojnih spisa fragmentarno je sačuvan zbornik O znamenitim ljudima (De viris illustrĭbus), u kojem su po tematskim cjelinama iznijete biografije rimskih pjesnika, filozofa, govornika, povjesničara itd. Sačuvan je dio odjeljka De grammatĭcis et rhetorĭbus i De poētis.
Apulej (Lucius Apuleius, rođen oko 125. n. e.) napisao je fantastično-satirični roman Preobraženja (Metamorphōses), kasnije nazvan Zlatni magarac (Asĭnus Aureus), jer tu neki Lucije, pretvoren u magarca, doživljava razne nevjerojatne avanture. Jedna od najpoznatijih epizoda jeste ona o Amoru i Psihi, koja je zapravo narodna priča, retorski prerađena i mistificirana. 
Posljednji veliki rimski povjesničar bio je Amijan Marcelin (Ammiānus Marcellīnus, rođen oko 332.), koji je kao nastavak Tacitovih djela u 31 knjizi napisao povijest od 97. do 376. godine. Sačuvano je posljednjih 18 knjiga, koje obrađuju događaje od 353. do 378. godine. Amijan Marcelin je kao povjesničar pouzdan i nepristran. Kao stilista pokušava da se ugleda na Tacita, ali je pritom nevješt, pa je ponegdje mračan i nerazumljiv. 
Ovom razdoblju pripada i čitav niz kršćanskih pisaca, od kojih je svakako najvažniji Augustin (Aurelius Augustīnus, 354.―430. ), čija su glavna djela autobiografske Ispovijesti (Confessiōnes) i Država Božja (De civitāte Dei), gdje je sistematski izložio kršćansko učenje o državi i povijesti.
Veoma je plodan pisac bio Boecije (Anicius Severīnus Boethius, 480.―524.), koji je mnogo utjecao na srednjovjekovno obrazovanje i skolastiku. Najpoznatije mu je djelo Utjeha filozofije (De consolatiōne philosophiae), koje je napisao u tamnici dok je čekao na izvršenje smrtne kazne. Iako je bio kršćanin, ipak mu je općti pogled na svijet bio prije svega humanistički, pa se smatra »posljednjim Rimljaninom« u književnosti, dakle posljednjim piscem antike.
Car Justinijan (Flavius Petrus Sabbatius Iustiniānus, vladao 527―565) naredio je, tisuću godina nakon postanka Zakonika dvanaest ploča, da se sakupi i objavi cjelokupno tada važeće zakonodavstvo, zajedno s komentarima rimskih pravnika. Tako je nastao Zbornik rimskog građanskog prava (Corpus iuris civīlis Romāni), posljednji spomenik latinskog književnog jezika.
Godine 529. po Justinijanovom je naređenju u Ateni zatvorena Platonova Akademija, posljednji ostatak paganizma, čime je konačno završeno antičko doba. Latinski jezik nadživio je rimsku državu i antičku kulturu, ali od sredine 6. stoljeća više ne govorimo o rimskoj, nego o latinskoj srednjovjekovnoj književnosti.